# برستن
بريستين ((هانغل: 프리스틴)) فرقة فتيات كورية جنوبية من تأسيس وكالة بليديس إنترتينمينت للمواهب عام 2016، تتكون الفرقة من عشرة أعضاء هن: نايونغ، روا، يوها، أونوو، رينا، كيولكيونغ، ييهانا، سونغيون، شييون، كايلا. الفرقة ستترسم في 21 آذار 2017.
أقمن فتيات الفرقة حفلات قبل ترسيمهن منذ شهر مايو وحتى سبتمبر من عام 2016 تحت اسم بليديس قيرلز (باستثناء نايونغ وبينكي واللتان كانتا تروجان مع فرقة I.O.I). وبتاريخ 6 يناير 2017 أقمن الفتيات آخر حفل لهن باسم بليديس قيرلز.

## بليديس غيرلز
أعلنت المجموعة رسميا باسم بليديس جيرلز من قبل بليديس إنتيرتينمنت في 23 مارس 2016. وفي نفس اليوم، ظهرت اونوو على أغنية «سيكنيس» بواسطة فيرنون SAVENTEEN كجزء من الموسيقى التصويرية webtoon Love Revolution أقام بليديس جيرلز حفلات موسيقية من 14 مايو / أيار إلى 10 سبتمبر / أيلول 2016، حيث قام الأعضاء بأداء أسبوعي، باستثناء نايونج وكيولكيونج، الذين كانوا يروجون مع فرقة IOI في ذلك الوقت.
في 27 يونيو، أطلقوا أغنية واحدة «نحن»، التي كتبها رو، يونوو، سونغيون وزييون. تم استخدام الفيديو الموسيقي للأغنية لتقديم ملفات تعريف الأعضاء.
وقد عقدوا آخر حفل موسيقي لهم بليدز جيرلز بعنوان بي & هاي، في 6 يناير 2017، وأعلنوا اسمهم الرسمي ليكون بريستن، وهو عبارة عن عبارة «موشورية» (مشرقة وواضحة) و «إلاستين» (قوة لا تشوبها شائبة).

### 2017: لأول مرة مع مرحبا! بريستين
في 2 مارس 2017، أعلنت بليديس إنتيرتينمنت أول ظهور للمجموعة من خلال صورة تشويقية. وأخيرا، في 21 مارس، بريستن لأول مرة رسميا وأصدرت أول ألبوم مصغرة مرحبا! بريستين، يرافقه عنوان المسار "Wee Woo". أصبحوا أول مجموعة فتاة الصاعد لأداء أغنية لأول مرة على بث مباشر خلال منيت الحالي. بريستن كان أيضا جزءا من خط المتابعة لمهرجان ككون الذي عقد في اليابان يوم 19 مايو. [14] في نفس اليوم، تم إصدار نسخة ريمكس من «أرملة سوداء» كأغنية الألبوم الثانية والأخيرة، والتي تم تنفيذها على عدد قليل من العروض الموسيقية من أجل اختتام عروض هاي بريستن.
بعد أن انتهوا من الترويج لألبومهم الأول، كشفت الفتيات عن خططهم للعودة خلال صيف عام 2017 من خلال بث مباشر على الفيسبوك مع موقع الترفيه الصيني أيدولز في آسيا، في 22 مايو. في 3 يونيو، قاموا بأداء حفلة الحلم 2017 في استاد كأس العالم في سيول.في 6 أغسطس، عقد بريستن بث مباشر من خلال نافر V-ليف، حيث كشفوا عن اسم فندوم الذي يطلق عليه «هاي»، الذي اقترحه المعجبون أنفسهم. وفي اليوم نفسه، تم الكشف عن صورتين محفزين، مما يؤكد عودة الفريق. ثم صدر ألبومهم الثاني سشكسل أوت في 23 أغسطس، جنبا إلى جنب مع واحد «نحب».

## الأعضاء
- نايونغ ((هانغل: 나영))، قائدة ورابر رئيسية وراقصة اساسية
- روا ((هانغل: 로아))، صوت قيادي
- يوها ((هانغل: 유하))، صوت داعم
- أونوو ((هانغل: 은우))، صوت رئيسي
- رينا ((هانغل: 레나))، رابر قيادية
- كيولكيونغ ((هانغل: 결경))، صوت داعم وراقصة رئيسية والفيجوال
- ييهانا ((هانغل: 예하나))، صوت رئيسي
- سونغيون ((هانغل: 성연))، صوت رئيسي وراقصة اساسية ومنتجة
- شييون ((هانغل: 시연))، رابر اساسية ووجه الفرقة
- كايلا ((هانغل: 카일라))، رابر اساسية وماكني (اصغر عضوة)

### التعريف بالاعضاء
Nayoung
- الاسم الفني: نايونغ
- الاسم الحقيقي: إم نايونغ (Im Nayoung)
- دورها في الفرقة: قائدة وراقصة الرئيسية ورابر ومغنية
- تاريخ الميلاد: 18 ديسمبر 1995
- مكان الميلاد: كوريا الجنوبية
- البرج: القوس
- الطول: 171 سم
- الوزن: 50 كجم
- فصيلة الدم: O
- هوايتها: الرسم
- حقائق: كانت متدربة لأربع سنوات.
- قبل الترسيم: كانت عضوة في فرقة I.O.I.

Roa
- الاسم الفني: روا (كانت تُعرف سابقا باسم مينكيونغ)
- الاسم الحقيقي: كيم مينكيونغ (Kim Minkyung)
- دورها في الفرقة: مغنية رئيسية ووجه الفرقة
- تاريخ الميلاد: 29 يوليو 1997
- مكان الميلاد: كوريا الجنوبية
- البرج: الأسد
- الطول: 172 سم
- الوزن: 49 كجم
- فصيلة الدم: B
- هوايتها: الطبخ
- حقائق: كانت متدربة لعامين. شاركت في برنامج Produce 101 لكن تم اقصائها في الحلقة الثامنة

Yuha
- الاسم الفني: يوها (كانت تُعرف مسبقا باسم كيونغوون)
- الاسم الحقيقي: كانغ كيونغوون (Kang Kyungwon)
- دورها في الفرقة: مغنية رئيسية
- تاريخ الميلاد: 5 نوفمبر 1997
- مكان الميلاد: كوريا الجنوبية
- البرج: العقرب
- الطول: 170 سم
- الوزن: 50 كجم
- فصيلة الدم: A
- هوايتها: جمع الحقائب وكتابة الرسائل
- حقائق: كانت متدربة لسنة واحدة. شاركت في برنامج Produce 101 لكن تم اقصائها في الحلقة الثامنة.

Eunwoo
- الاسم الفني: يونوو
- الاسم الحقيقي: جونغ يونوو (Jung Eunwoo)
- دورها في الفرقة: مغنية رئيسية
- تاريخ الميلا: 1 يوليو 1998
- مكان الميلاد: كوريا الجنوبية
- البرج: السرطان
- الطول: 167 سم
- الوزن: 48 كجم
- فصيلة الدم: B
- هوايتها: الخربشة

Rena
- الاسم الفني: رينا (كانت تُعرف مسبقا باسم ييبين)
- الاسم الحقيقي: كانغ ييبين (Kang Yebin)
- دورها في الفرقة: رابر رئيسية وراقصة رئيسية ومغنية
- تاريخ الميلاد: 19 أكتوبر 1998
- مكان الميلاد: كوريا الجنوبية
- البرج: الميزان
- الطول: 162.5 سم
- الوزن: 49 كجم
- فصيلة الدم: A
- هوايتها: مشاهدة الفيديوهات لنجوم البوب العالميين
- حقائق: كانت متدربة لـ 4 سنوات.

Kyulkyung
- الاسم الفني: كيولكيونغ (كانت تُعرف باسم بينكي)
- الاسم الحقيقي: زو جيكيونغ (Zhou Jieqiong)
- دورها في الفرقة: راقصة رئيسية، وجه الفرقة ومغنية
- تاريخ الميلاد: 16 ديسمبر 1998
- مكان الميلاد: الصين
- البرج: القوس
- الطول: 166 سم
- الوزن: 47 كجم
- فصيلة الدم: O
- هوايتها: التسوق وتصفح مواقع الجمال
- حقائق: كانت متدربة لـ 5 سنوات. بإمكانها تحدث اللغتين الصينية والكورية.
- قبل الترسيم: كانت عضوة في فرقة I.O.I

Yehana
- الاسم الفني: ييهانا (كانت تُعرف سابقا باسم ييون)
- الاسم الحقيقي: كيم ييون (Kim Yewon)
- دورها في الفرقة: مغنية
- تاريخ الميلاد: 22 فبراير 1999
- مكان الميلاد: كوريا الجنوبية
- البرج: الحوت
- الطول: 163 سم
- الوزن: 49 كجم
- حقائق: كانت متدربة لعامين

Sungyeon
- الاسم الفني: سونغيون
- الاسم الحقيقي: باي سونغيون (Bae Sungyeon)
- دورها في الفرقة: مغنية رئيسية
- تاريخ الميلاد: 25 مايو 1999
- مكان الميلاد: الولايات المتحدة الأمريكية
- البرج: الجوزاء
- الطول: 162.5
- حقائق: كانت متدربة لعامين

Xiyeon
- الاسم الفني: زييون (كانت تُعرف سابقا باسم سييون)
- الاسم الحقيقي: بارك جونغهيون (Park Junghyeon)
- دورها في الفرقة: مغنية رئيسية وراقصة رئيسية ورابر رئيسية
- تاريخ الميلاد: 14 نوفمبر 2000
- مكان الميلاد: كوريا الجنوبية
- البرج: العقرب
- الطول: 163 سم
- الوزن: 51 كجم
- فصيلة الدم: O
- هوايتها: مشاهدة العروض الكوميدية والأفلام
- حقائق: كانت متدربة لـ 9 سنوات. شاركت في برنامج Produce 101 وتمكنت من الوصول لأفضل 35.

Kyla
- الاسم الفني: كايلا
- الاسم الحقيقي: كايلا ماسي (Kyla Massie)
- دورها في الفرقة: رابر رئيسية ومغنية وماكني (أصغر عضوة)
- تاريخ الميلاد: 26 ديسمبر 2001
- مكان الميلاد: الولايات المتحدة الأمريكية
- البرج: الجدي
- الطول: 165 سم
- حقائق: ولدت من أم كورية وأب أمريكي. كانت متدربة لعامين وتجيد التحدث باللغتين الكورية والإنجليزية.

## الأغاني
- WEE WOO [2]
- WE LIKE

## روابط خارجية
- برستن على موقع ميوزك برينز (الإنجليزية)
- برستن على موقع ديسكوغز (الإنجليزية)